# 阿尔及利亚沙漠
阿尔及利亚沙漠（阿拉伯语：‎）位于非洲中北部，是撒哈拉沙漠的一部分。該沙漠占阿尔及利亚國土面積的五分之四以上。阿杰尔高原位于沙漠东南部，具有极大的考古价值，并于1982年被列入联合国教科文组织世界遗产名录。該沙漠以极度干旱和炎热著称，在一年中最炎热的时期，沙漠大部分地区的白天温度通常在46°C（113°F）至51°C（122°F）之间。沙漠中的瓦尔格拉、图古尔特、貝尼阿巴斯、阿德拉尔和因萨拉赫等城镇是地球上夏季最热的地方之一。該沙漠最北端的區域年平均降雨量低于100毫米（3.93英寸），但中部和南部的降雨量低于50毫米（1.96英寸），因此該沙漠是地球上最干旱的地方之一。

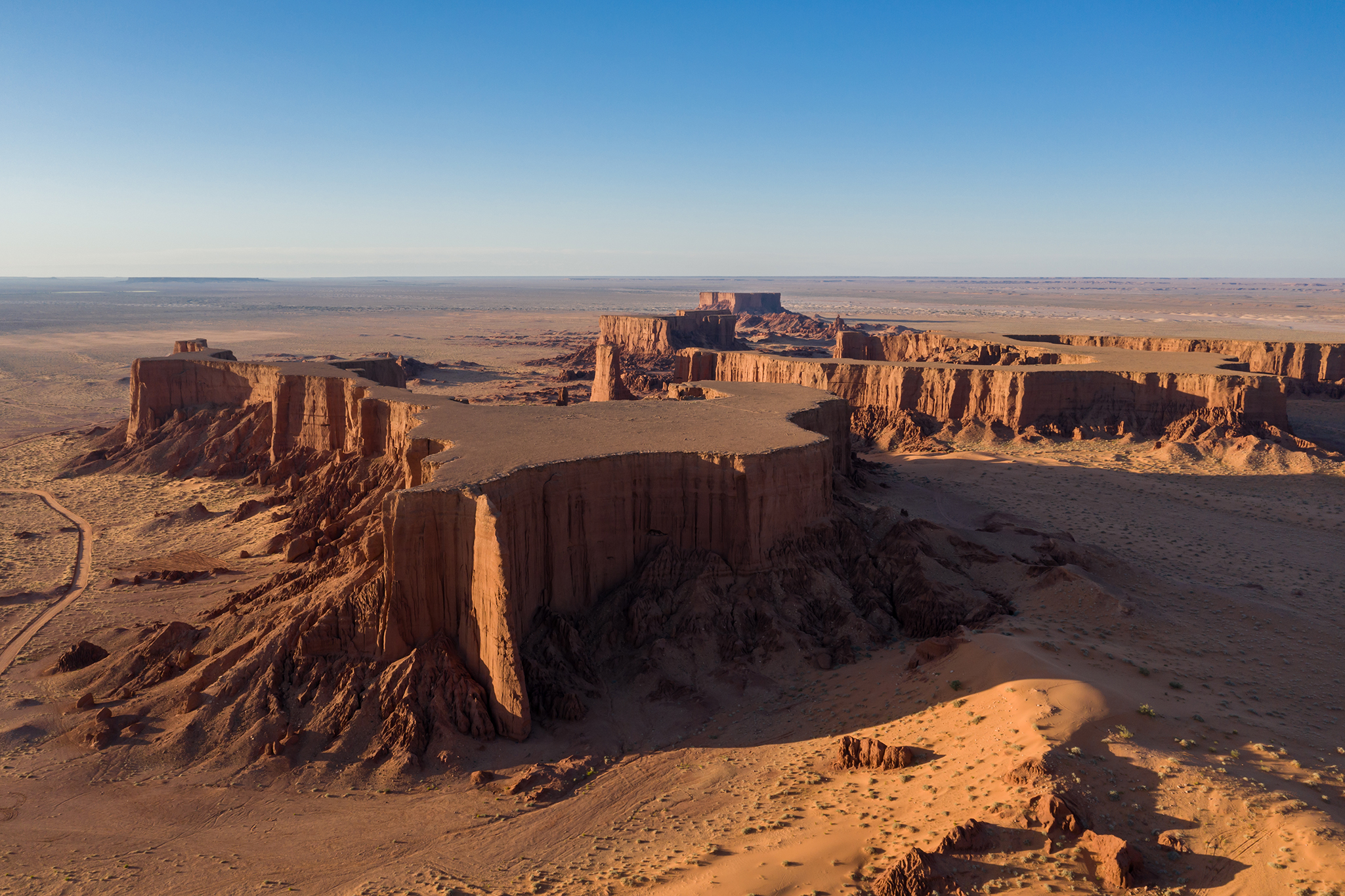
巴亚兹省

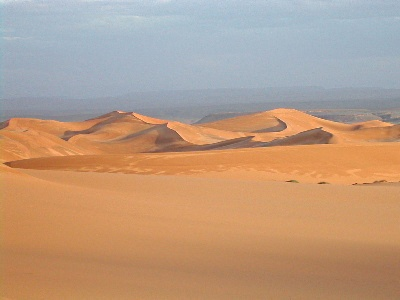
阿尔及利亚沙丘

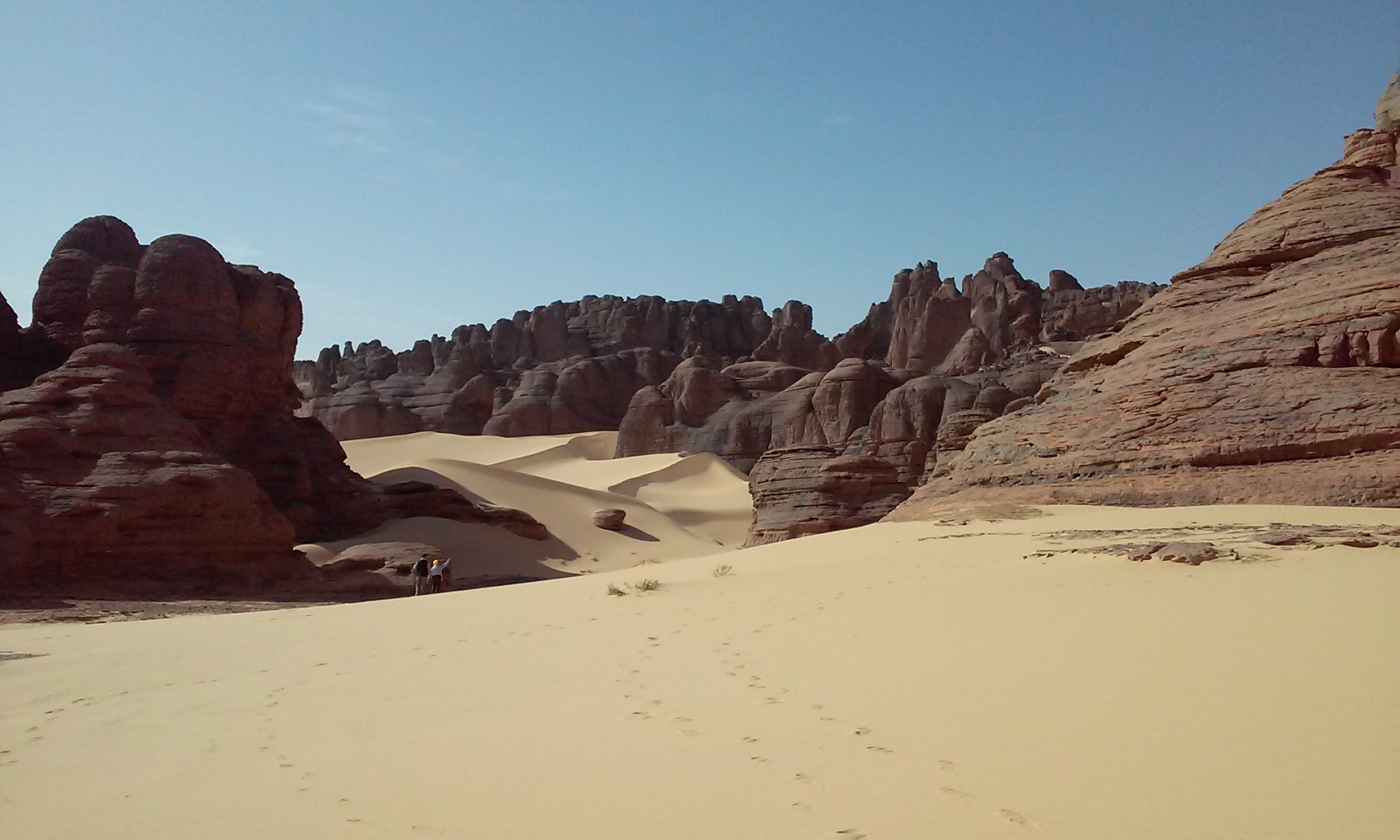
塔曼拉斯塞特沙漠